# Narva
För andra betydelser, se Narva (olika betydelser).
Narva är en stad som utgör en egen kommun (stadskommun) i landskapet Ida-Virumaa i nordöstra Estland. Staden ligger ungefär 190 kilometer öster om huvudstaden Tallinn, cirka 12 kilometer från mynningen av floden Narva, som utgör gränsen mellan Estland och Ryssland. Narva är med sina 57 130  invånare (2017, de allra flesta av ryskt ursprung) landets tredje största stad. På den ryska sidan av floden ligger staden Ivangorod med cirka 11 000 invånare (2008).
I badorten Narva-Jõesuu 13 km norr om Narva, vid Narvaflodens utlopp i Finska viken, finns en lång sandstrand utmed Finska viken med flera hotell. 25 km väster om staden ligger den stalinistiska mönsterstaden Sillamäe.

## Historia
Efter att danskarna hade grundlagt sitt välde i Estland 1219 anlade de 1256 borgen Narva (senare Hermannsborg, estniska Hermanni linnus), där det tidigare hade legat en estnisk bosättning. Narva såldes till Tyska orden 1346, och blev en viktig handelsstad. 1492 anlade Ivan III av Storfurstendömet Moskva borgen Ivangorod på den ryska sidan av floden, mitt emot ordensriddarnas Hermannsborg.

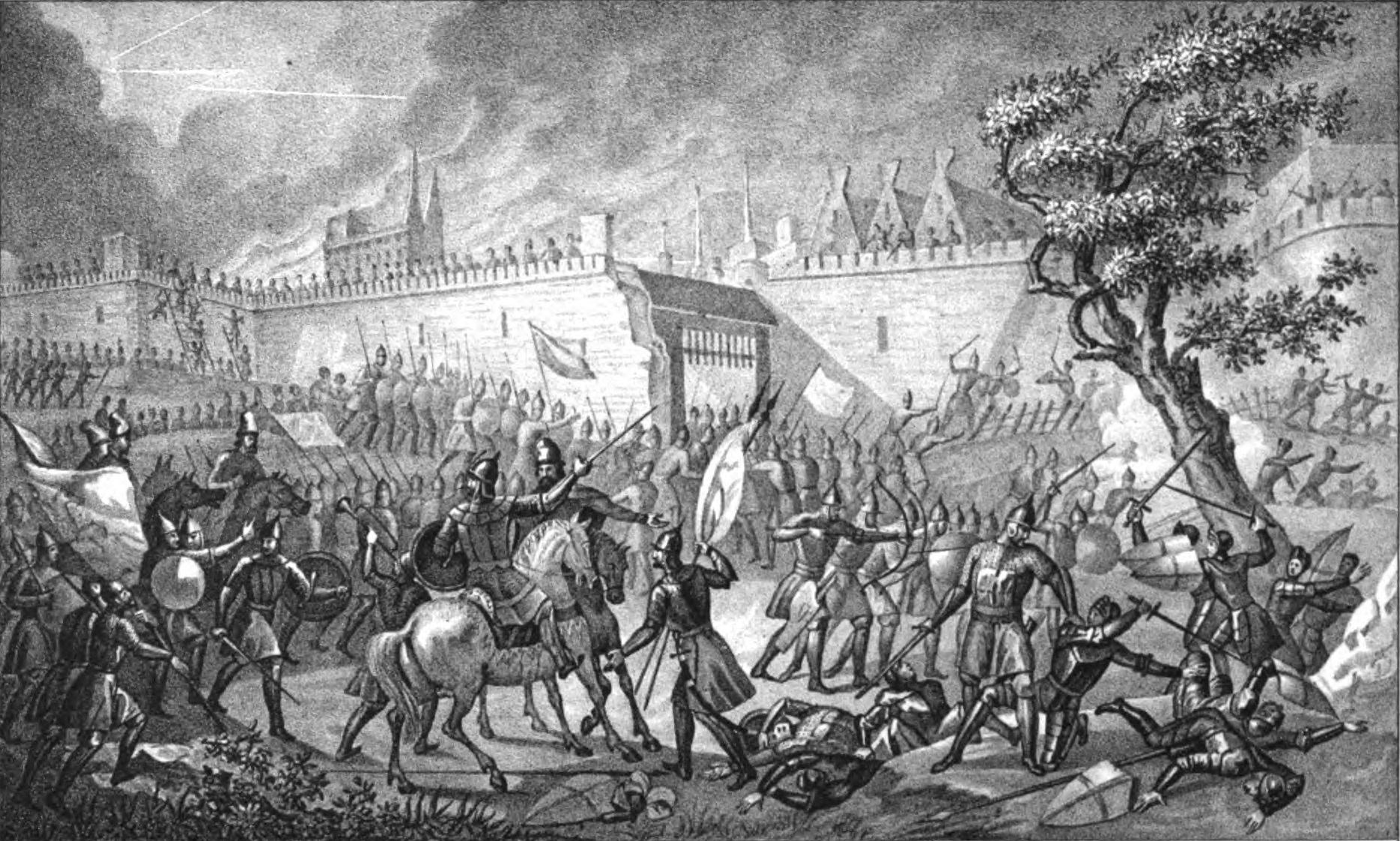
Narvas belägring 1558.

1558 intogs Narva av ryssarna under tsar Ivan IV. När den tyska ordensstaten föll samman ställde sig Wierland tillsammans med Jerwen, Harrien och staden Reval (Tallinn) år 1561 under svenskt beskydd och bildade grunden till det som senare blev Svenska Estland. Sverige gjorde 1579 ett misslyckat försök att erövra staden, men den 6 september 1581 intogs det av Pontus De la Gardie. Svenskarna förstärkte därefter stadens försvarsverk, och en rysk stormning den 19 februari 1590 kunde utan större svårigheter avvärjas. Under den svenska perioden var staden tidtals säte för generalguvernören över Ingermanland och Kexholms län samt hade en luthersk superintendent.
Svenskarna förbättrade efter erövringen befästningarna ytterligare. 1647 utstakades ett hakelverk (förstad), strax nedströms om det gamla Narva, och började 1649 förses med befästning. 1658 blockerades Narva för en tid av ryssarna, och 1659 brann hela staden ner. Den återuppbyggdes, och försvarsverken, som skadats av branden, började iståndsättas, men redan 1681 var de förfallna, och Erik Dahlbergh gjorde därför ritningar för ett nytt fästningsverk, varefter man genast påbörjade bygget. Av brist på medel gick arbetet emellertid långsamt, och 1697 ansåg generalguvernören Otto Wilhelm von Fersen Narva vara i ett "mechta eländigt och slätt tillståndh". När ryssarna nalkades år 1700 brändes därför hakelverket, och de ännu ofärdiga verken fullbordades provisoriskt och palissaderades, men fästningens besättning räckte inte till för att besätta kontereskarp och utanverk, varför dessa helt utrymdes.

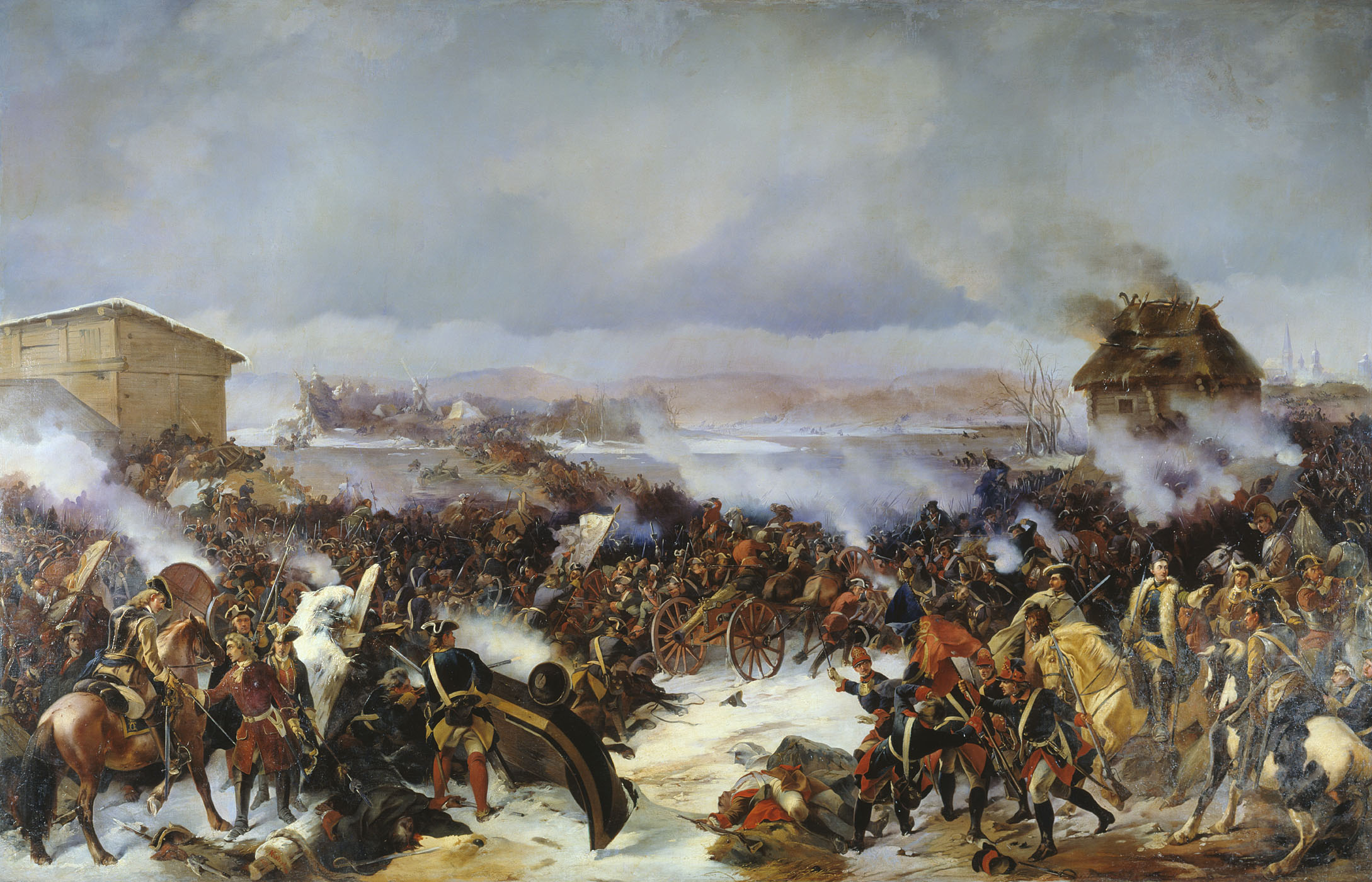
Slaget vid Narva 1700. Målning av Alexander von Kotzebue.

### Slaget vid Narva 1700

Karta över Narva, med svenska arméns läger

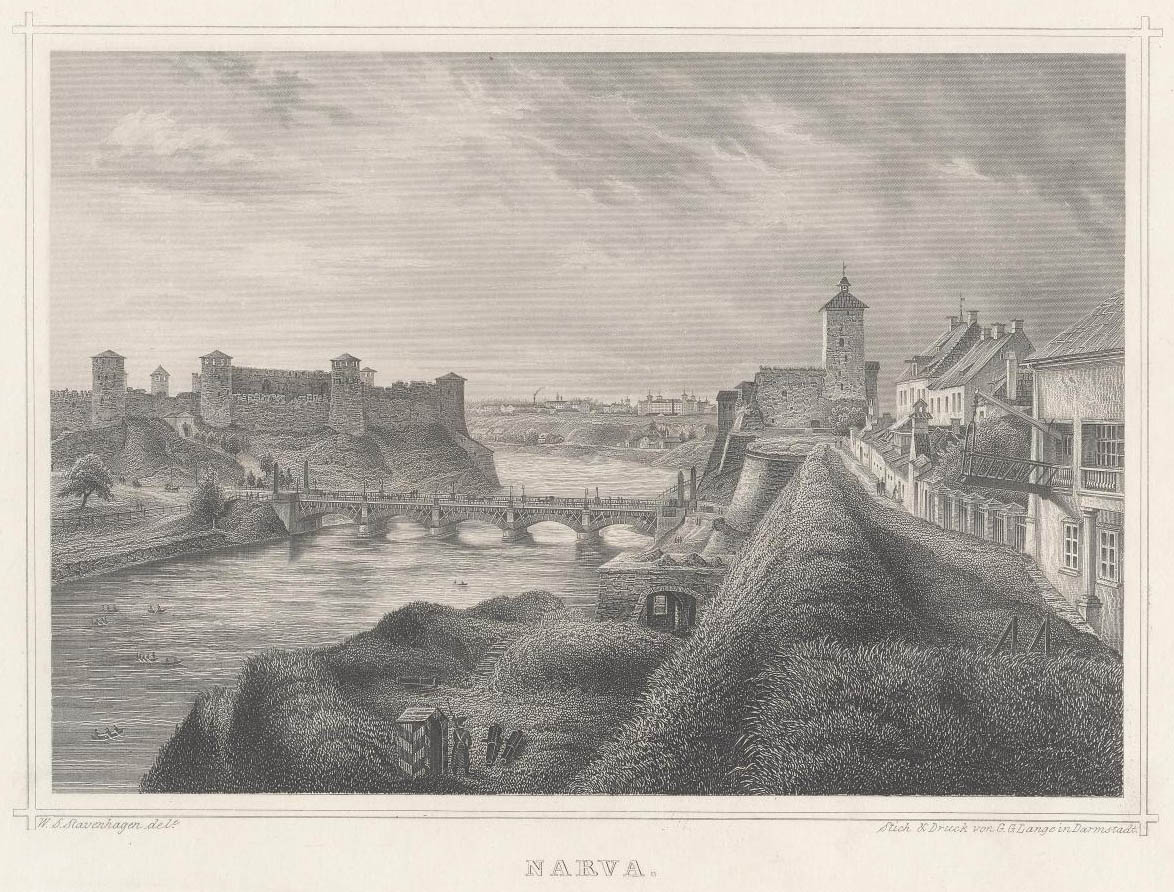
Narva på 1860-talet. Tryck från 1867.

Den 10 september började ryssarna förskansa sitt läger, och den 18:e uppfordrades fästningen, men kommandant Henning Rudolf Horn svarade nekande, och avslog sedan ryska stormningar såväl den 20 som den 21 och den 22 september. Ryssarna började därför den 1 oktober öppna sina löpgravar och hade med dem hunnit nästan ända fram till kontereskarpen, då den svenska armén under Karl XII själv kom till undsättning, och belägringen upphävdes.
Den 20 november 1700 (enligt svenska kalendern, 19 november enligt den julianska och 30 november enligt den gregorianska) utkämpades slaget vid Narva. Kommendanten Horn höll med sin 1 800 man starka svenska besättning stånd mot ryssarna. Dessa bombarderade slutligen staden från fem batterier samt företog natten mellan den 7 och 8 november tre stormningar mot Ivangorod. Karl XII, som samlat sina trupper till Wesenberg i norra Estland, 120 km väster om Narva, beslöt att undsätta staden. Han lämnade därför 5 000 man till Livlands skydd och avmarscherade den 13 november med 5 100 man infanteri samt 3 100 man kavalleri och dragoner mot Narva.
Under natten till den 18:e togs genom överraskning passet Pyhhajöggi, som försvarades av general Boris Sjeremetev med 6 000 man, och den 19:e inträffade svenskarna vid Lagena, 10-12 km från Narva. Väster om staden hade ryssarna uppfört en 7 km lång befäst linje med vall och grav, vilken stödde sina båda flyglar mot floden. Denna linje besattes av 35 000 (enligt ryska uppgifter; medräknas även den med hären åtföljande trossen med mera torde antalet ha stigit till nära 80 000) man under befäl av hertigen av Croy, eftersom tsaren själv lämnat armén.
Svenskarna, för vilka ingen annan utväg fanns än att anfalla, bröt upp på morgonen den 20:e, stannade omkring 900 meter från den ryska befästningslinjen och intog slagordning. Generallöjtnant Carl Gustaf Rehnskiöld innehade högsta ledningen. Artilleriet uppfördes på en höjd, benämnd Hermannsberg, och i två stora kolonner, den vänstra delad i två mindre, skred infanteriet omkring klockan två på eftermiddagen under ett plötsligt uppkommet snöglopp mot två nära mitten belägna punkter av ryssarnas linje. Kavalleriet följde båda kolonnerna. Den ryska befästa linjen stormades i ett tag, och de överkomna svenskarna vände sig åt båda sidor; ryssarna var delade i två från varandra skilda delar. En stor del trupper på ryssarnas vänstra flygel begav sig då på flykten. Samma sak skedde även på högra flygeln, tills bron över Narvafloden brast. Högra flygelns spillror samlade sig i en vagnborg invid stranden, där en häftig strid uppstod. 
Under natten öppnade ryssarna underhandlingar, som slutade med att fritt avtåg medgavs först högra flygeln mot avlämnande av fanor och kanoner, sedermera även den vänstra mot avlämnande också av handvapen. Endast det högre befälet kvarhölls som fångar. Svenskarna förlorade i slaget omkring 700 döda och 1 200 sårade, ryssarna 10 000-12 000, av vilka en del drunknade under försöket att undkomma. Ett ofantligt byte togs av de svenska trupperna.

### Belägringen av Narva 1704 och rysk tid
Förstärkningsarbetena upptogs efter slaget, men verken hann inte heller denna gång bli mer än provisoriskt avslutade till 1704, då ryssarna den 27 april skar av Narvas förbindelse med sjön och den 29:e lade sig i 1700 års läger, som iståndsattes. Dagen därpå öppnades approacherna, men Horn försvarade sig med framgång fram till den 10 augusti, då ryssarna stormade och staden måste ges upp. Ryssarna deporterade majoriteten av invånarna och fullbordade därefter stadsbefästningarna. Dessa underhölls ända till 1864 och slopades därefter. 
Från 1850-talet byggdes textilindustrin ut i staden. 1857 grundade baron Ludwig Knoop Kreenholms bomullsspinneri, som för att driva sina spinnerimaskiner nyttjade forsarna i Narvafloden och som på 1860-talet ansågs vara det största spinneriet i världen.

### 1900-talet
Under första världskriget besatte tyskarna den 4 mars 1918 Narva, som åter utrymdes på hösten samma år. Från bolsjevikerna, som hade besatt Narva i slutet av november 1918, togs det den 19 januari 1919 av ester och finländare under den svenskfödde Martin Ekström, efter att den 13 januari ha beskjutits från estniska örlogsfartyg. Narva tillhörde därefter republiken Estland, kretsen Viru. Det mesta av staden förstördes under andra världskriget i ett stort slag mellan sovjetiska och tyska styrkor 1944. Den sovjetiska administrationen rev efter kriget nästan allt som återstod av Gamla stan i stället för att återuppbygga den. De byggde sedan upp staden utan hänsyn till den gamla arkitekturen eller stadsplanen. Enstaka byggnader restaurerades dock, som Alexanderkatedralen och Rådhuset. Man förbjöd ester att bosätta sig i staden, varför den blev i det närmaste helt russifierad.
När Estland blev självständigt år 1918 gick gränsen mellan Estland och Ryssland öster om floden Narva, vilket innebar att Ivangorod (Jaanilinn på estniska) tillhörde Estland. Efter den sovjetiska ockupationen av Estland år 1944 fördes Ivangorod administrativt över från estniska sovjetrepubliken till ryska motsvarigheten. När ockupationen av Estland upphörde år 1991 vägrade Ryssland att godta den gamla gränsen mellan Estland och Ryssland/Sovjetunionen, varvid gränsen numera utgörs av floden Narva. Ivangorod, som historiskt tillhört Narva stad under lång tid, ligger idag därför i Ryssland.

## Klimat
Uppmätta normala temperaturer och -nederbörd i Narva:
|                                            | Jan  | Feb  | Mar  | Apr  | Maj  | Jun  | Jul  | Aug  | Sep  | Okt | Nov  | Dec  |
| ------------------------------------------ | ---- | ---- | ---- | ---- | ---- | ---- | ---- | ---- | ---- | --- | ---- | ---- |
| Normaldygnets maximitemperaturs medelvärde | −1,6 | −1,7 | 3,2  | 11,1 | 17,5 | 20,6 | 23,2 | 21,7 | 15,9 | 9,7 | 3,0  | −0,5 |
| Normaldygnets minimitemperaturs medelvärde | −7,9 | −9,1 | −5,0 | 0,5  | 5,2  | 10,0 | 13,1 | 11,8 | 7,5  | 3,3 | −2,0 | −6,0 |
|                                            |      |      |      |      |      |      |      |      |      |     |      |      |
| Nederbörd                                  | 45   | 33   | 39   | 32   | 49   | 83   | 81   | 103  | 74   | 82  | 65   | 50   |

| Diagram | temperaturer i °C • månadsnederbörd i mm | temperaturer i °C • månadsnederbörd i mm | temperaturer i °C • månadsnederbörd i mm | temperaturer i °C • månadsnederbörd i mm | temperaturer i °C • månadsnederbörd i mm | temperaturer i °C • månadsnederbörd i mm | temperaturer i °C • månadsnederbörd i mm | temperaturer i °C • månadsnederbörd i mm | temperaturer i °C • månadsnederbörd i mm | temperaturer i °C • månadsnederbörd i mm | temperaturer i °C • månadsnederbörd i mm | temperaturer i °C • månadsnederbörd i mm |
|         | 45 -2 -8                                 | 33 -2 -9                                 | 39 3 -5                                  | 32 11 1                                  | 49 18 5                                  | 83 21 10                                 | 81 23 13                                 | 103 22 12                                | 74 16 8                                  | 82 10 3                                  | 65 3 -2                                  | 50 -1 -6                                 |

### Karta

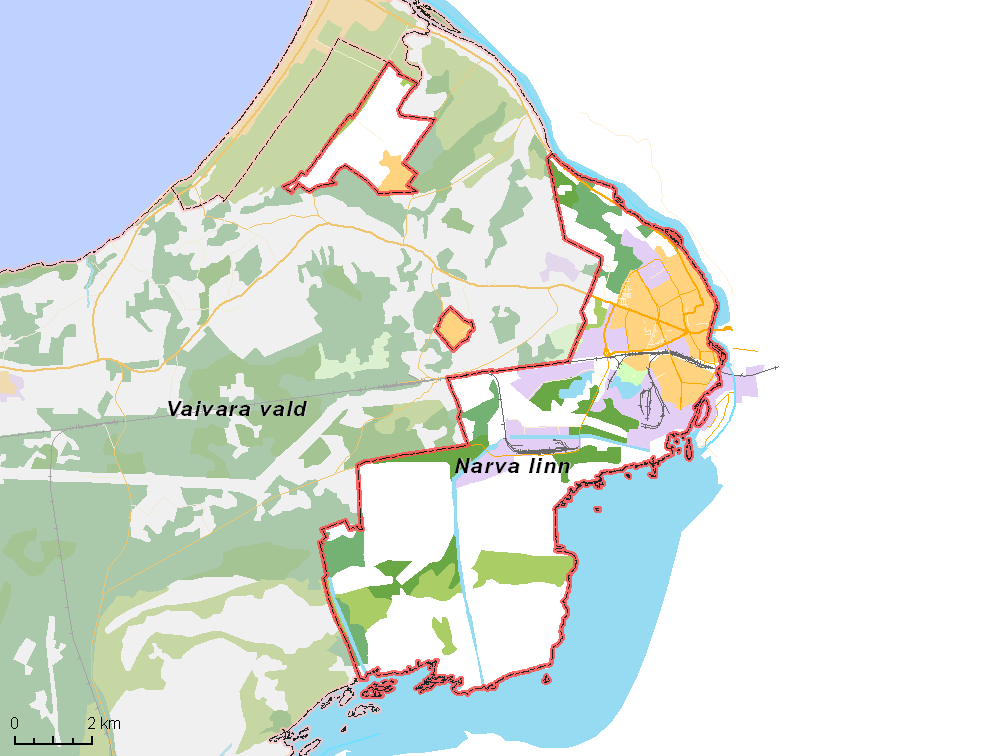
Översiktlig karta över staden.

## Ekonomi
Under sovjettiden var Narva ett industriellt center av stor betydelse. Energiproduktionen är fortsatt viktig, medan flera andra industrier har hamnat i kris på grund av avskurna eller försvagade handelsförbindelser österöver. Narvas största tillverkningsindustri är Kreenholm, en textilfabrik som sedan 1994 är dotterbolag till svenska Borås Wäfveri. Cirka 5 respektive 20 km utanför Narvas centrum ligger två stora värmekraftverk som använder oljeskiffer från närliggande Kohtla-Järve. Kraftverken står för en stor del av Estlands elproduktion.

## Stadsdelar

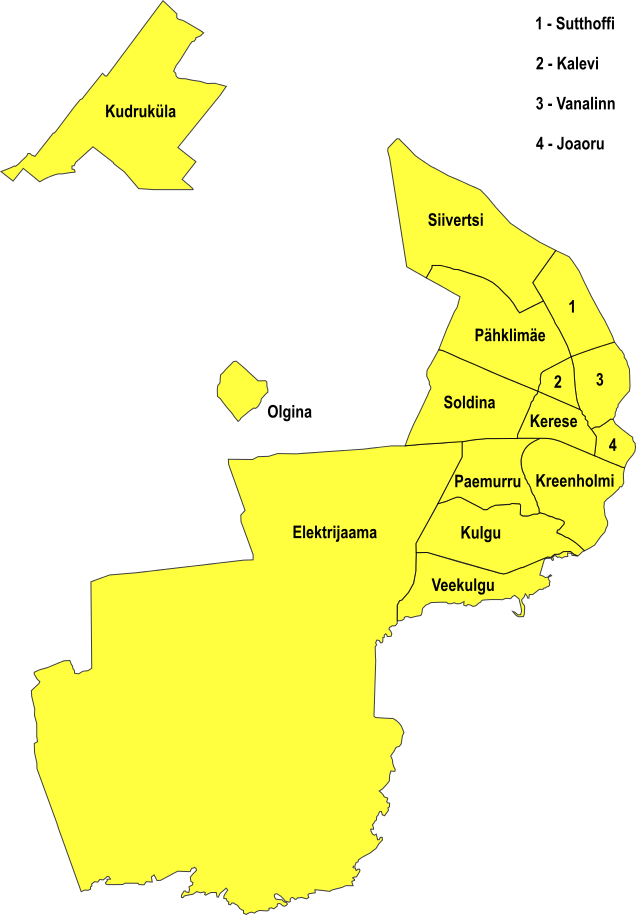
Stadsdelar i Narva.

Narva är officiellt indelad i 15 stadsdelar som har fastställda namn och gränser men som saknar administrativ funktion. Två av dessa, Kudruküla respektive Olgina, är geografisk åtskilda från den övriga staden och utgör enklaver inom den angränsande Narva-Jõesuu stad.
- Elektrijaama
- Joaoru
- Kalevi
- Kerese
- Kreenholmi
- Kudruküla
- Kulgu
- Olgina
- Paemurru
- Pähklimäe
- Siivertsi
- Soldina
- Sutthoffi
- Vanalinn
- Veekulgu

## Landmärken

### Hermannsborg

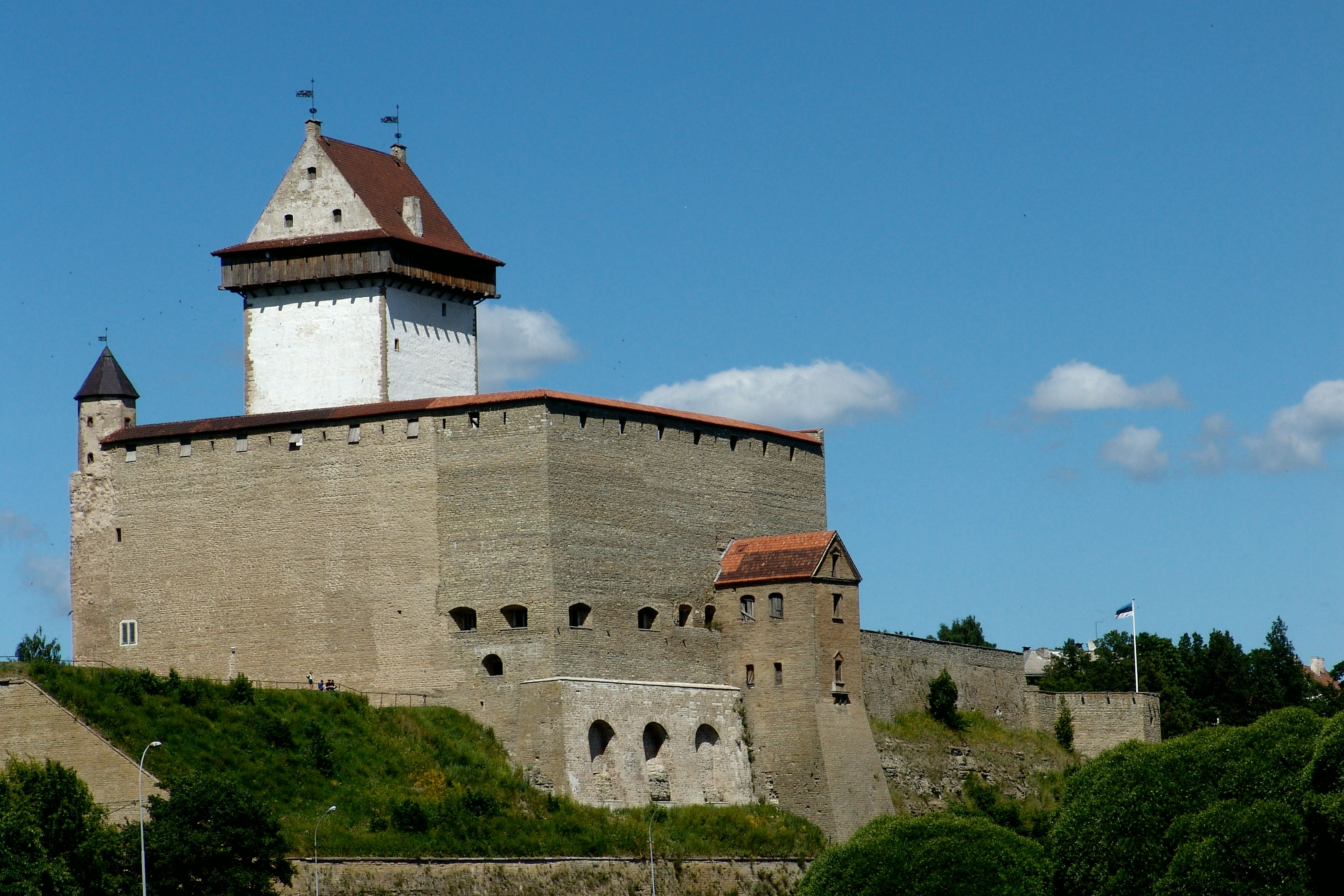
Hermannsborg sedd från den ryska sidan.

Den stora medeltidsborgen Hermannsborg, med det höga Hermannstornet, är stadens mest iögonenfallande byggnad. I tornet ligger sedan 1950 Narva museum, och från toppen har man utsikt över hela staden samt över Ivangorods fästning på andra sidan Narvafloden.

### Svenska lejonet
Söder om Hermannsborg ligger en park med minnesmärket Svenska lejonet, som först uppfördes 1936 till minne av den svenska segern över Ryssland 1700. Monumentet förstördes under andra världskriget, men återuppfördes den 18 november 2000, vid 300-årsjubileet av slaget. Officiellt är lejonet en symbol för "vänskap och samarbete mellan dagens Estland och Sverige", men det stora flertalet etniska ryssar i staden ser det som en illa förtäckt provokation mot Ryssland och ryssarna.

### Övriga landmärken

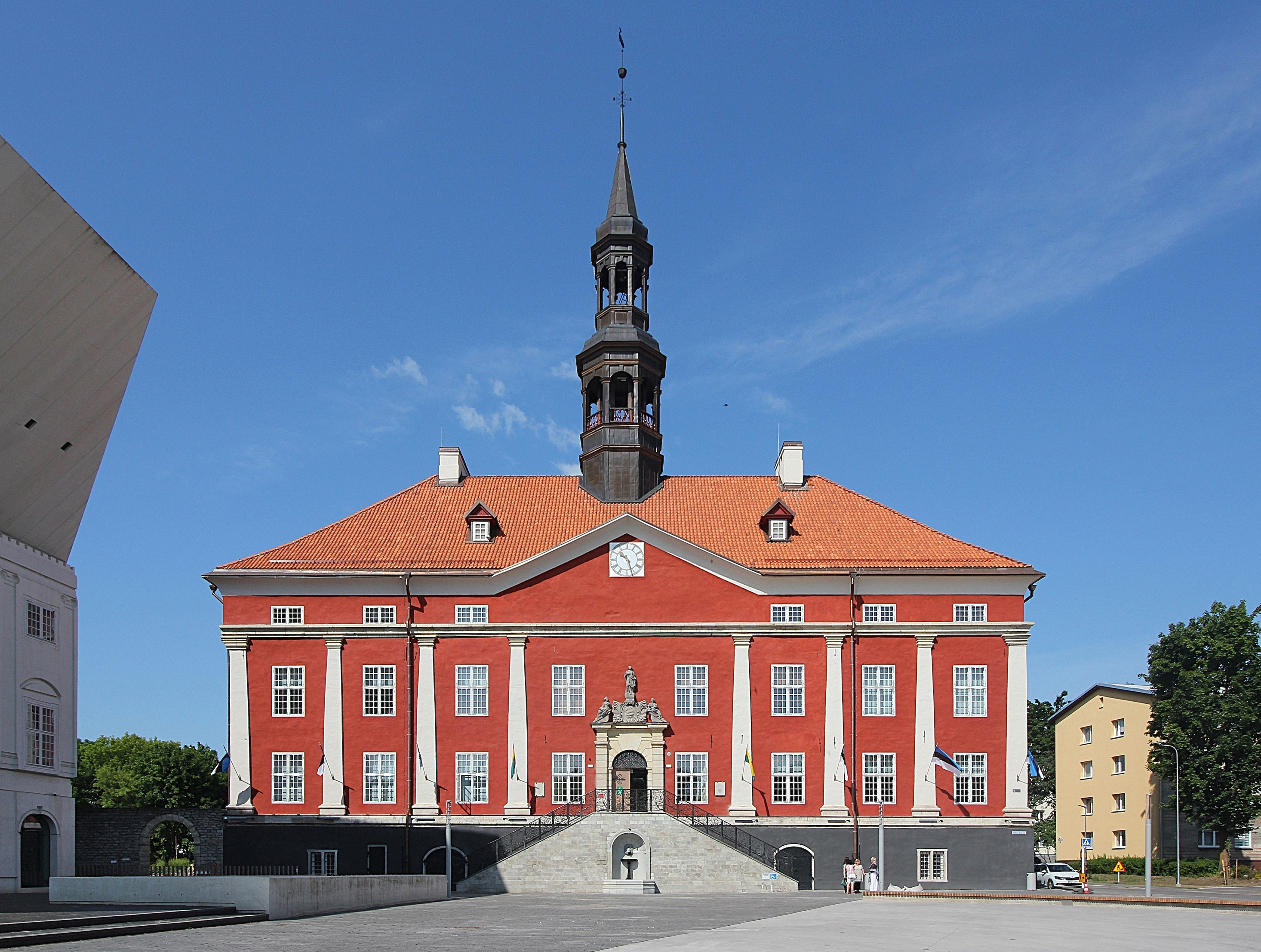
Rådhuset i Narva, 2023.

Norr om borgen ligger gränsstationen mot Ryssland med bron över Narvafloden. Infarten till gränskontrollen upptar en stor del av det som tidigare var Narvas centrum. Ytterligare norrut ligger gamla staden, som skadades svårt i andra världskriget. Den enda byggnaden av vikt som står kvar är rådhuset, som uppfördes 1668-1674 av Georg Teuffel från Lübeck. Huset är laxrosa, med en spira och en magnifik portal.
I staden finns en luthersk katedral, Alexanderkatedralen, och en ortodox katedral, Voskresenskijkatedralen (Uppståndelsekatedralen).
Före förstörelsen i slutet av andra världskriget ansågs staden vara en mycket vacker barockstad med stark prägel av den svenska stormaktstiden. R.G. Borgelin skriver 1941 i boken "Det befriade Baltikum": "Här finner man en fullständigt svensk-tessinsk stad, sådan som man arkitektoniskt utformade en fästningsstad omkring år 1600 hemma i Sverige."
Estlands sista Lenin-staty finns i Narva

## Kommunikationer
Narva ligger längs järnvägen mellan Tallinn och Sankt Petersburg respektive Moskva. Mellan Narva och Tallinn går (år 2024) fem tåg per dag i vardera riktning med det statliga estniska tågbolaget Elron. Passagerartrafiken mellan Narva och Ryssland upphörde under pandemin år 2020 och har inte återstartats sedan dess. 
Bussnätet är väl utbyggt, med ett flertal destinationer både inom och utom landet. Mellan Narva och Tallinn finns tiotalet bussturer per dag med olika bussbolag. Busstrafiken mellan Narva och Ryssland upphörde den 1 februari 2024 då Ryska federationen stängde gränspassagen mellan Narva och ryska Ivangorod för biltrafik. Gränsen förblir öppen för passage till fots. 
Narva har ett flygfält (ICAO-kod: EENA) med 600 m gräsbana nära staden. 
Narva ligger vid floden Narva, som mynnar ut i Östersjön 13,5 km norr om Narva vid kurorten Narva-Jõesuu (Hungerburg). Det finns passagerartrafik på floden mellan Narva och Narva-Jõesuu sommartid.

## Vänorter
- Tinglev, Danmark, 2001
- Humppila, Finland, 1989
- Jockis, Finland, 1989
- Ypäjä, Finland, 1989
- Ivangorod, Ryssland, 1999
- Karlskoga, Sverige, 1996
- Donetsk, Ukraina, 1996